# 영강사
영강사(榮江祠)는 전라남도 나주시 영산동 39-8번지에 있는 사당이다. 2011년 7월 26일 나주시의 향토문화유산 제18호로 지정되었다.

## 지정 사유
영강사는 경주이씨 명현선조 6위를 享祀하는 祠宇로, 1712년(숙종38)에 창건하였다. 건립 당시에는 己卯名賢 李蟹(1468~1525)와 조카 李永祐, 이해의 증손이자 효행으로 이름이 높던 李有慶(1543~1609) 3인을 배향하였다. 그 후 1722년에 강당을 지어 사우가 아닌 ‘서원’의 구색을 갖추었고, 1732년에는 李黿(? ~1504)을 추배하였다. 이원은 김종직의 제자로 무오사화에 연루되어 나주로 유배 왔던 인물로, 그의 배향을 계기로 영강서원은 경주이씨만의 문중서원이라는 한계에서 벗어났다. 영강사는 조선 후기의 일반적인 문중사우이지만 향촌사회사의 관점에서 볼 때 당대의 나주사회와의 관련성을 보여주고 있어 보전할 가치가 있다.